# Villanueva del Ariscal
Villanueva del Ariscal er en by og kommune i det sydlige Spanien i provinsen Sevilla. Den har et indbyggertal på 6.938 (2024) indbyggere.